# Lezioni maliziose
Lezioni maliziose (Private Lessons) è un film del 1981 diretto da Alan Myerson.

## Trama
Philly, quindicenne che abita con il ricco padre e i domestici, non ha successo con le ragazze. Suo padre, prima di partire per un viaggio, fa arrivare una nuova governante, la trentenne Nicole Mallow, che in breve tempo seduce il ragazzo e ne diventa l'amante. Durante un amplesso con Philly, la governante finge di morire in maniera che l'autista, d'accordo con lei, metta in atto un piano per estorcere al ragazzo il denaro che suo padre ha lasciato in casa. Tuttavia Nicole si pente del raggiro, fa scappare l'autista con l'intervento della polizia e riprende ad amoreggiare con Philly, decidendo poi di lasciare l'impiego dato che non potrebbe tenere nascosta la relazione illecita al padre di Philly. Il ragazzo però non si dispiace più di tanto, dato che ormai si è impratichito con l'altro sesso, e intraprende con sicurezza nuove avventure con le donne.

## Remake
La pellicola ha avuto un remake non ufficiale, Il peccato di Lola (1985), tuttavia mentre l'originale è una commedia dal lieto epilogo, il rifacimento italiano segue uno sviluppo thriller e drammatico della trama.